# ハッタースハイム・アム・マイン
ハッタースハイム・アム・マイン (ドイツ語: Hattersheim am Main, ドイツ語発音: [ˈhatɐsha‿im]) は、ドイツ連邦共和国ヘッセン州マイン＝タウヌス郡の市である。

## 地理

### 隣接する市町村
ハッタースハイム・アム・マイン市は、北東は郡独立市のフランクフルト・アム・マイン、南東はケルスターバッハ、南西はラウンハイム（ともにグロース＝ゲーラウ郡）、西はフレールスハイム・アム・マインおよびホーフハイム・アム・タウヌス、北西はクリフテル（いずれもマイン＝タウヌス郡）と境を接している。

### 市の構成
ハッタースハイム・アム・マイン市は、ハッタースハイム、エッダースハイム、オクリフテルの各市区からなる。

#### ハッタースハイム
ハッタースハイムは、北西ではアウトバーン A66号線（ハッタースハイム）、北東では連邦道 B40号線の空港バイパス（ハッタースハイム東）に接続するほか、Sバーン S1号線（レーダーマルク - オーバー＝ローデン - フランクフルト - ヴィースバーデン）の駅もある。ハッタースハイムにはプロテスタント教会、カトリック教会（聖マルティヌス教会）、新使徒派教会、2つのモスク組織（IGMG の Fatih モスク（フォーゲルヴァイデ通り）とモロッコ系組織（シュッツェン通り））がある。

#### エッダースハイム
本市区の人口は、2007年現在 4,986人である。本市区はオクリフテル市区同様マイン川沿いに位置しており、給水施設や堰がある。エンジニアで発明家のアントン・フレットナーはエッダースハイム出身である。
エッダースハイムには S1号線の駅がある。また、プロテスタント教会、カトリック教会の他、小さな礼拝堂がある。
近年、乗馬場や屋内テニスコートが造られ、ライン＝マイン地方全域でその名が知られるようになってきた。

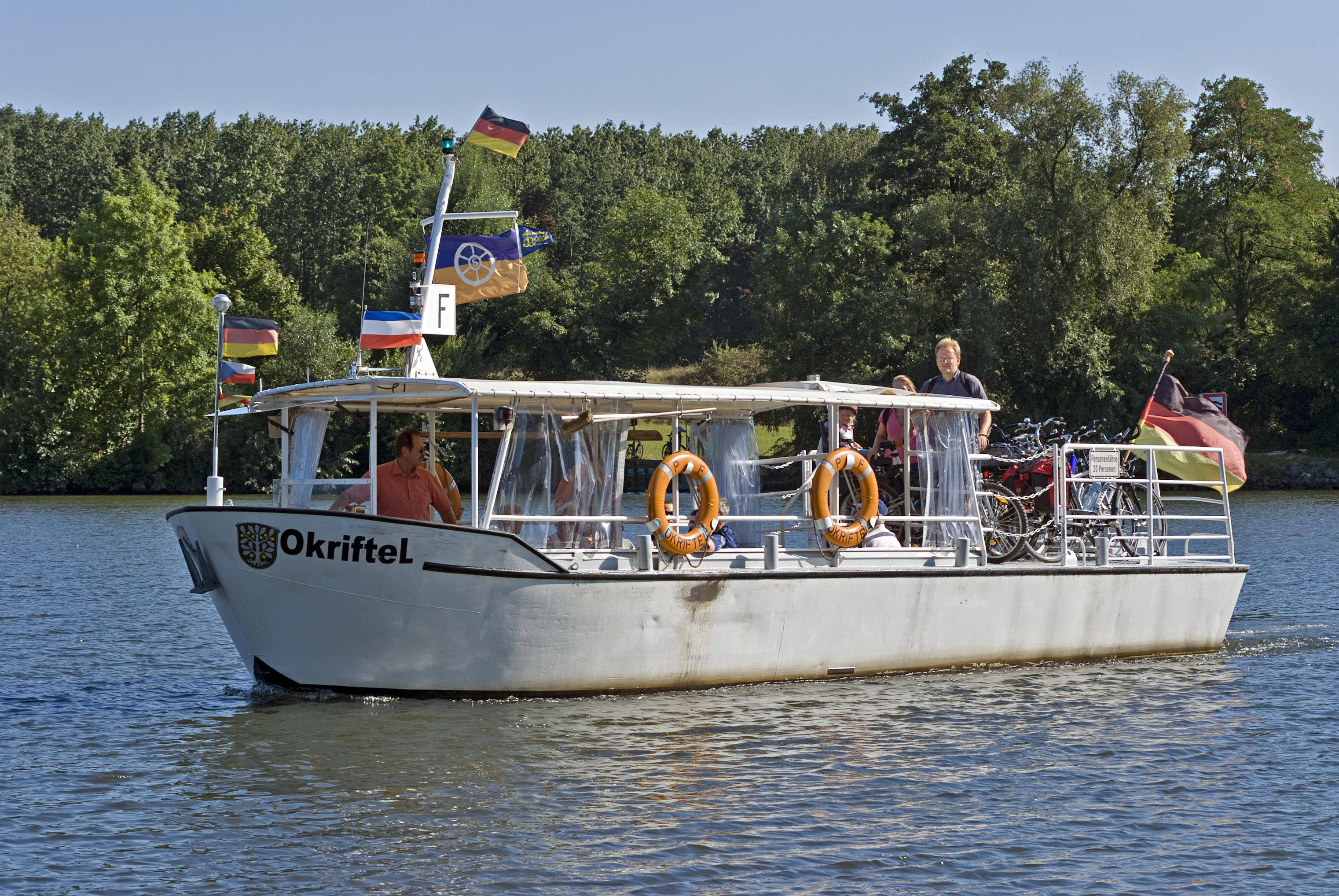
オクリフテルとケルスターバッハとを結ぶフェリー

#### オクリフテル
2007年の人口は、7,563人。マイン川対岸のケルスターバッハとの間を結ぶフェリーが歩行者と二輪車を運んでいる。このフェリーは夏期の土曜日と日曜日、祝日に運行している。
オクリフテルには人工芝のサッカー場、プロテスタント教会、カトリック教会、Ahmadiyya Muslim Jamaat のモスク団体（ジントリンガー通り）がある。
Sバーンやアウトバーンには直接接続していない。オクリフテルの中心部は産業用地が主であり、数多くの小規模な企業がある。セルロースファブリーク・フリックスは、1884年に設立され、1970年9月4日に閉鎖された。この工場の創業は、当時人口約 650人の農村だったこの町に工業化の時代が到来したことを示すものであった。この工場の閉鎖により、1000人以上の職場が失われた。フリックスAGはセルロースや人工繊維の生産者として1948年に新たに設立されたが、1967年初めにルートヴィヒスハーフェンの BASF に買収された。
ジントリンガー通りの本市区の入口にある高層ビルもこの市区の景観を決定づけている。この建物の建設開始は1970年3月であった。1975年初めに施工者のアルファ・バウ・フランクフルトが倒産した。Helaba銀行ヘッセン＝テューリンゲンが評価額の 70 % で大部分の住居を購入した。住居は 1980年になってやっと全戸売却できた。
マイン川沿いに多くの自転車道が通っている。
- ヘッセン自転車道 R3号線（ライン＝マイン＝キンツィヒ自転車道）は、「シュペトレーザーライターの跡をたどる」をモットーに、ライン川、マイン川、キンツィヒ川沿いにフルダを経由してレーン山地のタンまで延びている。エルトヴィレ - ホーホハウス・アム・マイン間は、R3号線はラインガウアー・リースリング・ルートを通っている。
- マイン自転車道は、白マイン川および赤マイン川の水源から、ライン川との合流点であるマインツまで延びている。
- D-ルート 5（ザール＝モーゼル＝マイン線）は、ザールブリュッケンからトリーア、コブレンツ、マインツ、フランクフルト・アム・マイン、ヴュルツブルク、バイロイトを経てチェコとの国境まで延びている（全長 1,021 m）

## 歴史
ハッタースハイム周辺地域は古くから定住がなされていた。入植地跡は見つかっていないが、ケルト時代の出土品が発見されている。南西の住宅地では、紀元前500年から紀元前200年頃に使われていた墓地が発掘されている。
ハッタースハイムやエッダースハイムの語尾の "-heim" は、フランク人の入植地に由来することを示しており、6世紀から7世紀に建設されたと推測される。現在のクリフテル町内にあった隣村のヘディングハイムも同じくらい古い村であった。ヘディングハイムは 16世紀に廃村となった。
1970年にハッタースハイムは市に昇格し、その2年後にオクリフテルおよびエッダースハイムと合併して、公式名をヘッダースハイム・アム・マインと称する新しい市を形成した。ハッタースハイムはライン＝マイン工業ルートの一部である。

## 行政

### 議会
ハッタースハイム・アム・マイン市の市議会は、37議席からなる

### 首長
2016年3月20日に行われた市長選挙の決選投票で、クラウス・シンドリング (CDU) は、50.5 % の票を獲得して、当時現職だったアンチェ・ケスター (SPD) を破って市長に選出された。

### 姉妹都市
ハッタースハイムは以下の 3都市と姉妹都市協定を結んでいる。
- サルセル（フランス、ヴァル＝ドワーズ県）1987年
- サンタ・カタリーナ（カーボベルデ、サンティアゴ島）1989年
- モションマジャローヴァール（ハンガリー、ジェール・モション・ショプロン県）1992年

## 経済と社会資本

### 経済
ハッタースハイムはかつてバラの栽培地として重要な街であった。現在でもいくつかの造園業者では栽培がなされている。中核市区とオクリフテルとの間にレギオナルパルク・ライン＝マインの一部で、一般に公開されているバラ園がある。
ネスレ・コンツェルンの子会社であるザロッティAGは、1994年まで本社をハッタースハイムに置いていた。ザロッティやセルロースファブリーク・フリックスの他では、ライン＝マイン＝ヴァルパッペ GmbHが、1957年から大口雇用主として存在していた。1966年からあったホルフェルダー・ヴェルケ GmbH & Co. KG の支社は、1997年に閉鎖された。これによりハッタースハイムの工場の時代は終焉した。残っているのは主に小規模業者である。この中で、1961年に設立されたドイチェ・プレツィジオーンス＝ヴェンティーは、275人の従業員を擁するハッタースハイム最大の企業の一つである。

## 文化と見所

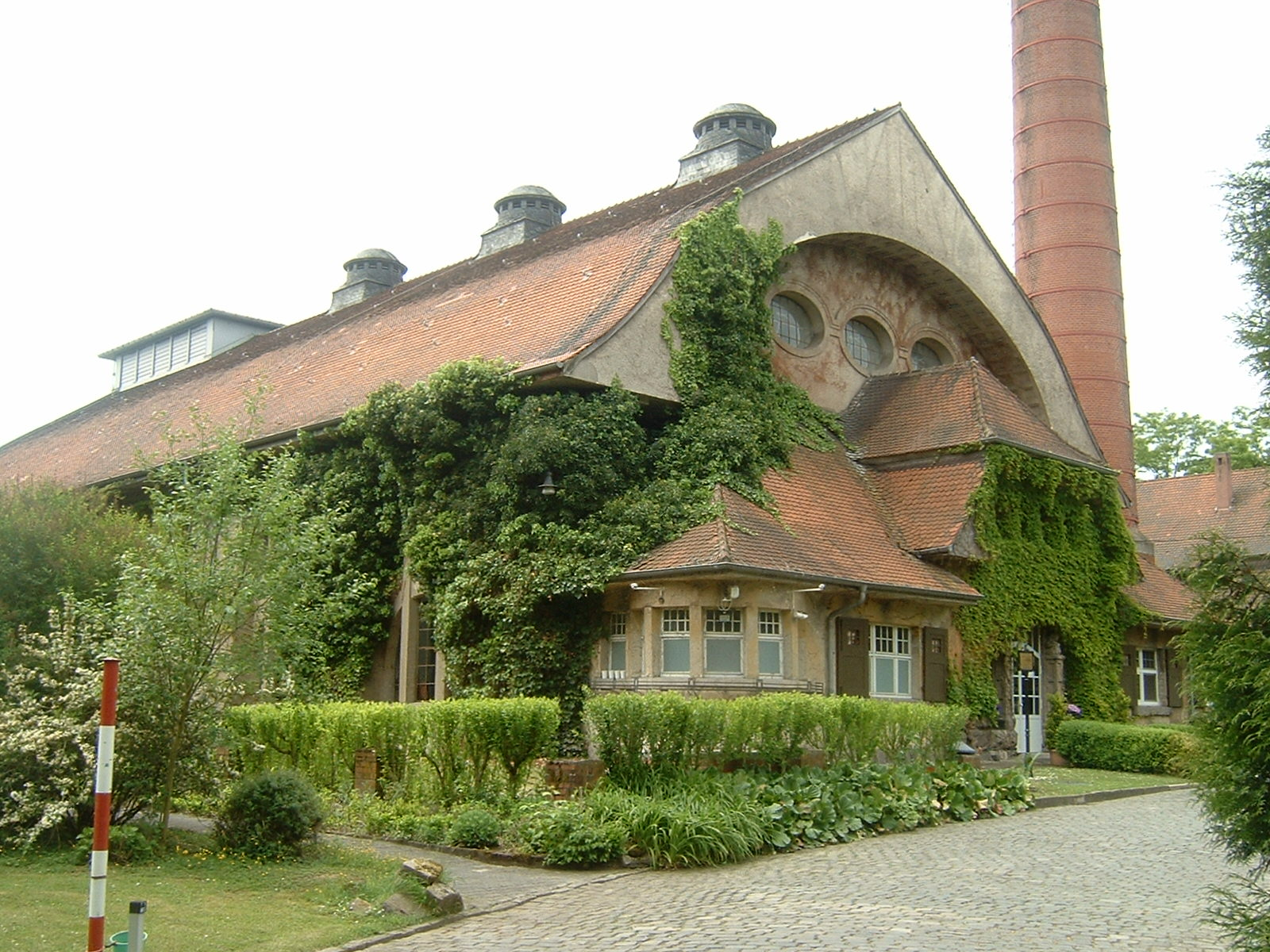
ハッタースハイム給水所

### 見所
- 1909年に完成したハッタースハイム給水所は、建築家ハント・ダーゼンの設計に基づきユーゲントシュティール様式で建設された。当時流行していたハイマートシュティールの要素も見られる。採水には吸い上げポンプを用いていた。最初はポンプの動力として蒸気機関が用いられたが、現在は電動式である。2011年現在、ハッタースハイムの給水所は毎日 24時間ぶっ通しで稼働しているわけではなく、需要ピーク時の供給を補足し、フランクフルト大都市圏への安定供給のために保守時のバックアップ用として使われている[11]。
- 給水所道路（ヴァッサーヴェルクショセー）は、ハッタースハイムとオクリフテルとの間を起点とし、1905年に給水所へのアクセス道路として建設された。全長は 2 km で、円頭石舗装がなされ、沿道にはボダイジュが植えられている[12]。
- ハッタースハイム・バラ園（ロザーリウム・ハッタースハイム）は1997年に造られた公園で、ハッタースハイムとオクリフテルとの間の給水所道路沿いに位置している。これは、1970年代までオクリフテルで行われていた産業としてのバラ栽培を記念したものである。この公園はレギオナルパルク・ライン＝マインの一部となっている。このバラ園では、人工的に造られた池の周りに、夏には 6,000本以上のバラが咲き、その他の植物が育っている。このバラ園で特に目を惹くものは、入口付近にあるツルバラが巻き付いた2基の木製ピラミッドである[13]。

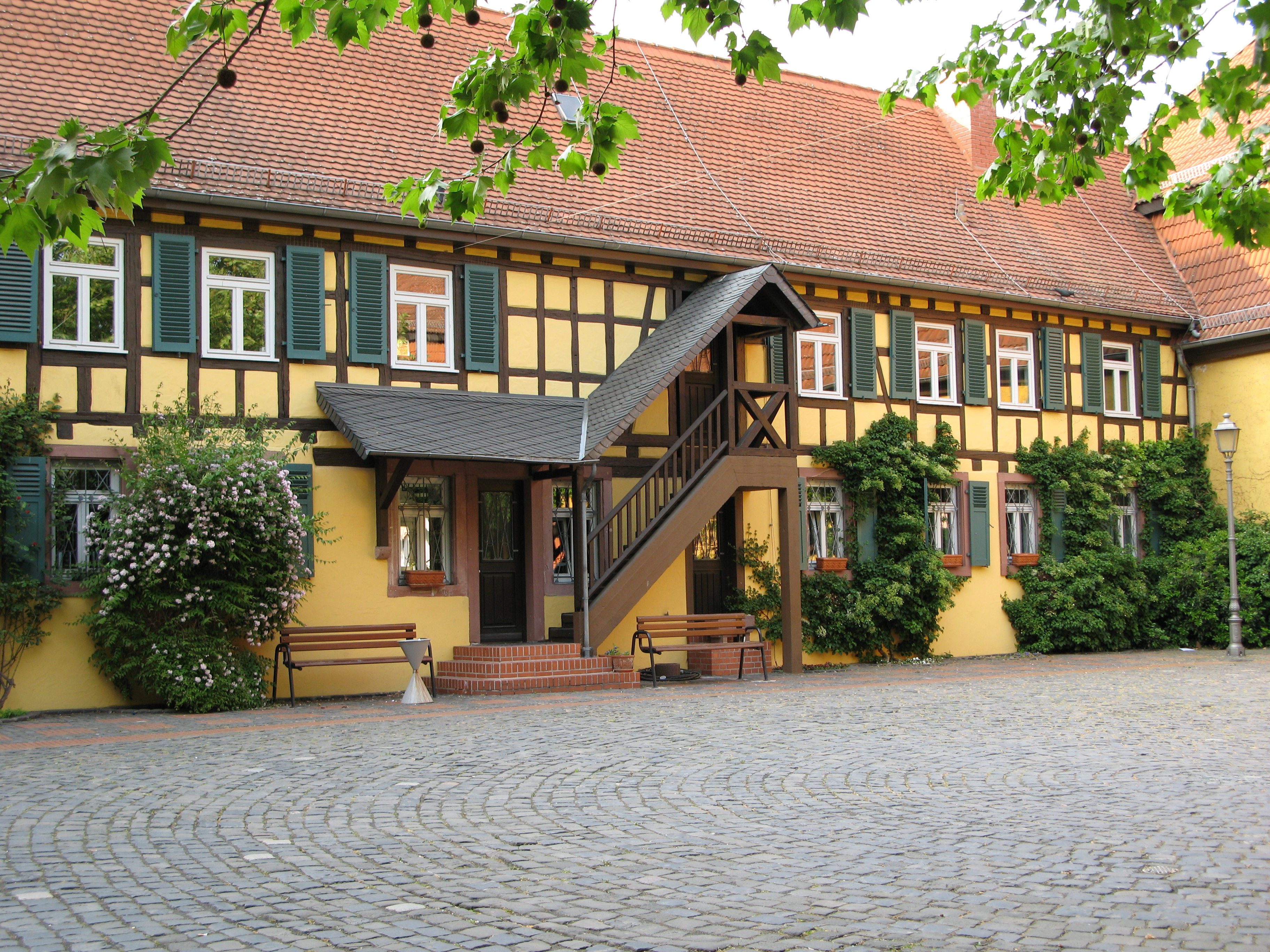
ハッタースハイムのポストホーフ

- 給水所道路
- ハッタースハイム・バラ園
- バラ園のピラミッド

### 年中行事
ハッタースハイムでは 5月に、ポストホーフ周辺、中心街全域、市民公園で「ルフトハンザ・クラシカーターゲ」が開催される。25周年記念大会が2013年5月25日から26日に開催された。これは「スクデリア・ルフトハンザ・クラシコ」による国際的なイベントである。2日間にわたって、気さくなクラシックカー集会、音楽演奏、芝居、クラシックカーコンテストが行われる。このイベントの間は、例外的に日曜日でも商店が開いており、市街祭も催される。クラシカーターゲは、ライン＝マイン地域の確固とした習慣となっている、1,000台以上のクラシックカーが参加する。

## 人物
- アントン・フレットナー（1885年 - 1961年）発明家。エッダースハイムで生まれた。

## 引用
1. ↑  Hessisches Statistisches Landesamt: Bevölkerung in Hessen am 31.12.2023 (Landkreise, kreisfreie Städte und Gemeinden, Einwohnerzahlen auf Grundlage des Zensus 2011)]
2. ↑  Max Mangold, ed (2005). Duden, Aussprachewörterbuch (6 ed.). Dudenverl. p. 391. ISBN 978-3-411-04066-7
3. ↑  Evangerische Kirchengemeinde Hattersheim（2013年7月6日 閲覧）
4. ↑  Cellulosefabrik Phrix, Rhein-Main-wiki.de（2013年7月6日 閲覧）
5. ↑  Phrix – Denk- und Mahnmal deutscher Industriegeschichte, Die Perle am Untermain（2013年7月6日 閲覧）出典: Die BASF. Eine Unternehmensgeschichte. Herausgeber Wolfgang Abelshauser, Ch. Beck, 2003, p. 566
6. ↑  History, Hochhaus Okriftel（2013年7月6日 閲覧）
7. ↑  Geshichte der Stadt Hattersheim am Main
8. ↑  ROUTEDERINDUSTRIEKULTUR RHEIN-MAIN[リンク切れ] (PDF)（2013年7月7日 閲覧）
9. ↑  2011年3月27日の市議会い議員選挙結果、ヘッセン州統計局（2013年7月7日 閲覧）
10. ↑  Ergebnisse Bürgermeister-Stichwahl: Hattersheim am Main (20.03.16)（2017年8月19日 閲覧）
11. ↑  Wasserwerk Hattersheim, Rhein-Main-Wiki（2013年7月7日 閲覧）
12. ↑  Die Wasserwersallee, Regionalpark RheinMain（2013年7月7日 閲覧）
13. ↑  Das Rosarium Hattersheim, Regionalpark RheinMain（2013年7月7日 閲覧）
14. ↑  scuderia LUFTHANSA classico（2013年7月7日 閲覧）